# المكتبة العامة بالأحساء
المكتبة العامة بالأحساء هي مكتبة عامة تقع بين مدينتي الهفوف والمبرز، وتتبع لوزارة الثقافة بالمملكة العربية السعودية. تأسست عام 1960. تتكون المكتبة تتكون من 4 قاعات للكتب والمطالعة إضافة على قاعة لمكتبة الطفل، قاعة لمصادر التعلم، ركن لمطالعة الصحف والمجلات، قاعة أرشيف للصحف والمجلات، قاعة لوحدة التنشيط الثقافي والاعلامي، قاعة محاضرات ومسرح يتسع لـ350 مقعداً.

## الخدمات
تقدم المكتبة العامة بالأحساء خدمات مجانية لمرتاديها، تتضمن:
- خدمة المرجعية
- خدمة استقبال الأسئلة
- خدمة تقديم الإرشادات
- خدمة استعارة الكتب: تتطلب الاستعارة وجود عضوية سنوية لدى المكتبة بمبلغ رمزي 10 ريال للطالب و 20 ريال للموظف. عدد الكتب المسموح باستعارتها: 5 كتب لمدة 21 يوماً  للطالب و5 كتب لمدة 10 أيام لغير الطلاب.
- خدمة استنساخ صفحات الكتب
- خدمة استقبال الزيارات المدرسية: حيث وصلت عدد الزيارات 140 مدرسة وما يقارب 2300 طالب وفي مقدمتها مدارس المرحلة الابتدائية حيث تشكل أعلى نسبة زيارات ومن ثم مدارس المرحلة المتوسطة ومن ثم المدارس الثانوية.
- خدمة الإعارة والتصوير
- خدمة البحث الآلي والإنترنت

## الأنشطة

### المسابقات
تقيم المكتبة العامة بالأحساء المسابقات الثقافية بانتظام، وهي موجهة لعموم رواد المكتبة وتتكون من أسئلة في مختلف العلوم وتوجد اجاباتها في الكتب التي تحتويها المكتبة. ومن هذه المسابقات:
- مسابقة يا باغي الخير
- مسابقة رياض الثقافة والمكتبات
- مسابقة أفضل زيارة مدرسية للمكتبات العامة
- المسابقة الثقافية بمناسبة مرور 20 عاماً على تولي خادم الحرمين الشريفين مقاليد الحكم في المملكة.
- مسابقة البحوث

### الدورات التدريبية
تقام 4 دورات تدريبية في مجال الفهرسة والتصنيف على مدار العام وهي موجهة لأمناء المكتبات العامة والمكتبات المدرسية.

## الأقسام
تتكون المكتبة من ثلاثة أدوار تضم المكتبة الرئيسية وتضم عدة مرافق، من ضمنها:
- قسم الكتب النادرة
- قاعات الكتب العربية
- قاعة كتب المراجع
- الدوريات المحكمة والجارية
- قسم الأرشيف
- ركن الأحساء
- ركن الإصدارات الحكومية
- الكتب الأجنبية
- مكتبة الطفل والناشئة
- المتحف التراثي
- المسرح
- قاعة التدريب والمحاضرات
- مكتبة الطفل
- القسم النسائي

### مسرح المكتبة
يستوعب المسرح أكثر من 250 شخصاً وهو مهيأ بجميع ملحقاته بأجهزة الصوتيات والإضاءة لاستقبال العروض والمحاضرات.

## المحتويات
تحتوي المكتبة على 66 طاولة قراءة و10 خلوات بحث و250 مقعداً، و4 حاسبات آلية و24 صندوق بطاقات فهرسة.

### الكتب ومصادر المعلومات
تضم المكتبة 66,000 كتاباً و37 دورية و8 صحف يومية. تتضمن الفلسفة وعلم النفس، الديانات، العلوم الاجتماعية، اللغات، العلوم البحتة، العلوم التطبيقية، الفنون، الآداب، التاريخ والجغرافيا والتراجم. هناك أيضاً ركن للكتب النادرة والقديمة التي تعود إلى أكثر من 50 عاماً. من بينها كتاب «الإصابة في تمييز الصحابة»، وكتاب «مروج الذهب ومعادن الجوهر»، وكتاب «ذكر أخبار اصبهان»، وكتاب «تاريخ نجد».
تحصل المكتبة على الكتب من عدة مؤسسات حكومية وخاصة أخرى. والتي من أهمها:
- جامعة الملك فيصل
- الجامعة الإسلامية بالمدينة المنورة
- جامعة الإمام محمد بن سعود الإسلامية
- وكالة وزارة المعارف للآثار والمتاحف وخرائط الفارسي.

## نظام التصنيف والإدارة
نظام التصنيف المعتمد في المكتبة هو نظام ديوي العشري. تستخدم المكتبة في إدارة محتوياتها نظام «اليسير» لإدارة المكتبات التابع لوزارة التعليم. في 2002م، بدأ مشروع حوسبة المكتبة الذي يهدف لتحويل الأعمال المختلفة الخاصة بالمكتبات من يدوية تقليدية إلى آلية على جهاز الكمبيوتر. وتم تقديم الإنترنت مجاناً لزائري ومرتادي المكتبة وربط المكتبة عبر شبكة الإنترنت 